# Székely szabadság napja
A székely szabadság napja a Székely Nemzeti Tanács 2012. január 6-i határozata alapján minden év március 10-én megtartott emléknap, a székelység összetartozásának napja.
1854-ben ezen a napon végezték ki a marosvásárhelyi Postaréten Bágyi Török János kollégiumi tanárt, Martonosi Gálffy Mihály ügyvédet és Nagyváradi Horváth Károly földbirtokost, akik a Makk-féle összeesküvés tagjaiként az elbukott magyar forradalom és szabadságharc lángját szerették volna újra fellobbantani. Az eseménynek emléket állító marosvásárhelyi Székely vértanúk emlékműve hat méter magas, porosz gránitból készült obeliszk; északi alapkövén fekvő, nyíltól sebzett oroszlán domborművével, amely mellső lábai között zászlót tart, alatta két keresztezett kardon a magyar címer áll.
Ezen a napon az erdélyi magyar szervezetek Marosvásárhelyen megemlékezést és felvonulást tartanak, melyre Erdély magyarlakta településeiről érkeznek résztvevők. Több magyarországi városban szolidaritási megmozdulást szerveznek, a legnagyobbat a budapesti Hősök terén.